# Arturo Chamorro Escalante
Jorge Arturo Chamorro Escalante (Tlaxcala, 1951) es un etnomusicólogo mexicano. Sus principales áreas de estudio son la música de las culturas orales y la música popular mexicana.

## Biografía

### Formación académica
Arturo Chamorro realizó estudios musicales en la Escuela Nacional de Música de la UNAM, donde obtuvo su licenciatura. Con una beca de la OEA, realizó una especialidad en Etnomusicología en el Interamericano de Etnomusicología y Folklore en Caracas. Más tarde realizó obtuvo una beca por parte del Institute for Latin American Studies para realizar un doctorado en Etnomusicología en la Universidad de Texas en Austin.

### Carrera académica
Ha sido profesor investigador en el Departamento de Teorías e Historia del Centro Universitario de Arte, Arquitectura y Diseño (CUAAD) de la Universidad de Guadalajara, dentro de la que fundó la Maestría en Etnomusicología. En 2012 fue designado coordinador del Doctorado Interinstitucional en Arte y Cultura, el cual está vinculado a la Universidad Michoacana de San Nicolás de Hidalgo y a la Universidad Autónoma de Aguascalientes.
Compiló el disco de música tradicional tlaxcalteca La música popular en Tlaxcala en 1989.

## Premios y distinciones
- 1994 - Premio Fray Bernardino de Sahagún, Instituto Nacional de Antropología e Historia, por el libro Sones de la Guerra: Rivalidad y Emoción en la Práctica de la Música Purhépecha[2]
- 2001 - Ingreso al Sistema Nacional de Investigadores[2][5]
- 2004 - Reconocimiento de la Sociedad de Geografía y Estadística del Estado de Tlaxcala por sus labor de divulgación y estudio de la cultura tlaxcalteca[2]
- 2011 - Reconocimiento otorgado por la Universidad Intercultural de Chiapas por su trabajo en la investigación etnomusicológica de México[2]

## Libros
- La música popular en Tlaxcala, Premiá Editorial, 1983/1985[6][7]
- Los Instrumentos de Percusión en México. publicado por El Colegio de Michoacán y CONACYT, 1984[8][9]
- Sones de la Guerra: rivalidad y emoción en la práctica de la música purhépecha. Publicado por El Colegio de Michoacán, 1994[10]
- Mariachi antiguo, jarabe y son: símbolos compartidos y tradición musical en las identidades jaliscienses. El Colegio de Jalisco, 2000[11]
- Guía Etnográfica para la Investigación de la Música y la Danza Tradicionales, Universidad de Guadalajara, 2001[12]
- La cultura expresiva wixárika: reflexiones y abstracciones del mundo indígena del norte de Jalisco. Universidad de Guadalajara, Centro Universitario de Arte, Arquitectura y Diseño, 2007[13][1]

### Como coordinador o editor
- Sabiduría popular: en homenaje a Vicente T. Mendoza, Fernando Horcasitas y Américo Paredes : memorias de la Primera Mesa Redonda celebrada en Zamora, Michoacán 16-19 de junio de 1982[14]
- Conflicto y conciencia histórica. Aportes de la Gran Chichimeca. Editorial Universidad de Guadalajara, 2018[15]
- Las artes musicales entre dos patrimonios divergentes y convergentes. Universidad Autónoma de Aguascalientes, 2019[16]
- Aproximaciones interpretativas multidisciplinarias en torno al arte y la cultura. Universidad Autónoma de Aguascalientes, 2019[17]